# Émile Da Rif
Émile Da Rif, né le 10 octobre 1914 à Falcade et mort pour la France le 12 mai 1943, est un militaire français d'origine italienne, compagnon de la Libération à titre posthume par décret du 26 août 1943. Fils d'immigrés italiens, il s'engage dans la légion étrangère et sert en Afrique avant le déclenchement de la Seconde Guerre mondiale. Après avoir participé à la campagne de Norvège, il décide de se rallier à la France Libre et combat au Moyen-Orient et en Afrique du Nord où il est tué par un obus.

## Biographie

### Jeunesse et engagement
Émile Da Rif naît le 10 octobre 1914 à Falcade dans les Dolomites. Son père maçon et sa mère ménagère émigrent en France en 1920 avec Émile et ses huit frères et sœurs. Vivant à Cernay dans le Haut-Rhin, il part quelquefois travailler comme aide-maçon dans les Alpes.
En 1933, il s'engage dans la légion étrangère. Affecté au 4e régiment étranger d'infanterie après ses classes, il sert au Maroc de 1934 à 1937, étant promu caporal en 1935. Renouvelant son engagement en 1938, il est promu sergent en septembre 1939 alors qu'est déclenchée la Seconde Guerre mondiale.

### Seconde Guerre mondiale
Muté à la 13e demi-brigade de marche de la légion étrangère, il fait partie du corps expéditionnaire participant à la campagne de Norvège. En mai et juin 1940, il participe à la bataille de Narvik avant d'être rapatrié en Angleterre. Après l'armistice du 22 juin 1940, il décide de poursuivre la lutte et, le 1er juillet 1940, s'engage dans les forces françaises libres sous le nom d'Émile Degand.
Son unité étant devenue la 13e demi-brigade de légion étrangère (13e DBLE), il est promu sergent-chef et participe à la bataille de Dakar en septembre 1940. Il prend ensuite part à la campagne d'Érythrée puis à celle de Syrie et est promu adjudant en octobre 1941. Avec la 1re brigade française libre du général Kœnig à laquelle la 13e DBLE est subordonnée, Émile Da Rif prend part à la guerre du désert en Libye puis se distingue lors de la bataille de Bir Hakeim.
Le 24 octobre 1942, lors de la seconde bataille d'El Alamein, il est blessé par des éclats de grenade mais continue cependant le combat. Il est ensuite engagé dans la campagne de Tunisie. Le 12 mai 1943, à une dizaine de kilomètres à l'ouest d'Enfidaville, il meurt au combat, touché par un obus. Il est inhumé au cimetière militaire français de Takrouna.

## Décorations
|  |  |  |  |  |  |
|  |  |  |  |  |  |
|  |  |  |  |  |  |

| Chevalier de la Légion d'honneur                                             | Chevalier de la Légion d'honneur     | Compagnon de la Libération     | Compagnon de la Libération     | Médaille militaire                                            | Médaille militaire                                            |
| Croix de guerre 1939-1945 Avec palme                                         | Croix de guerre 1939-1945 Avec palme | Médaille des blessés de guerre | Médaille des blessés de guerre | Croix du combattant volontaire Avec agrafe "Guerre 1939-1945" | Croix du combattant volontaire Avec agrafe "Guerre 1939-1945" |
| Médaille coloniale Avec agrafes "Maroc", "Érythrée", "Libye" et "Bir Hakeim" |                                      |                                |                                |                                                               |                                                               |